# TV Veltheim

Logo des TV Veltheims

Der TV Veltheim ist ein Turnverein aus Winterthur-Veltheim. Der Verein besitzt eine Mädchen- und Jungenriege, eine Männer- und Damenriege, eine Aktivriege sowie eine Handballriege, die früher in der Nationalliga B gespielt hat.

## Geschichte
Der TV Veltheim wurde am 14. Juli 1877 von 31 Gründungsmitgliedern in der damals noch selbstständigen Gemeinde Veltheim gegründet, erster Präsident war Johannes Ott. Veltheim war nach dem STV Winterthur und den Turnvereinen aus Wülflingen und Töss der vierte Turnverein, der auf dem heutigen Stadtgebiet von Winterthur gegründet wurde. Nicht lange nach der Gründung erhielt der Verein eine Gesangssektion, die bis 1939 Bestand hatte. In den ersten 20 Vereinsjahren baute sich der Verein langsam auf und konnte in dieser Zeit zwischen 30 und 40 Mitgliedern verzeichnen. 1895 wurde die Männerriege gegründet. Zum Jahrhundertswechsel konnte der Verein bereits über 100 Mitglieder verzeichnen, 1927 verzeichnete der Verein gar einen Rekordwert von 750 Mitgliedern, davon 66 Aktive. Die eigene Vereinszeitschrift, die bis heute existiert, hatte ihre erste Ausgabe im Januar 1927. 1933 wurde eine Frauenriege ins Leben gerufen und ebenfalls ins gleiche Jahr wird die Gründung einer inzwischen nicht mehr existenten Faustballriege geschätzt. 1947 kam die auch sportlich erfolgreiche Handballriege dazu, die jedoch seit 2009 nicht mehr sportlich aktiv ist.
Der Verein brachte auch mehrere erfolgreiche Sportler hervor: In den 1910er-Jahren erturnte sich der Kunstturner Otto Ineichen mehrere Festsiege, so gewann er das Eidgenössische Turnfest 1912 in Basel war und wurde an den Eidgenössischen Einzelwettkämpfen 1919 in Zürich Schweizer Meister. Ineichen blieb auch danach der Männerriege jahrzehntelang als Vorturner erhalten. In den 1920er-Jahren war mit August Güttinger ein Vertreter des TV Veltheim auch international äusserst erfolgreich, er holte an den Olympischen Spielen 1924 in Paris eine Goldmedaille am Barren und zweimal Bronze im Tauhangeln und Mannschaftsmehrkampf. Vier Jahre später gehörte er zur Schweizer Turnmannschaft, die im Mannschaftsmehrkampf an der Olympiade in Amsterdam das goldene Edelmetall holte. Der von 1934 bis 1945 aktive Willy Angst konnte sich ebenfalls mehrere Festsiege erkämpfen. In den 1950er-Jahren begann der Turnerschwinger, späterer zweimaliger Schwingerkönig (1961 und 1964) Karl Meli, seine Karriere beim TV Veltheim und errang mit ihm auch mehrere Festsiege. Der bis heute zu den erfolgreichsten Schweizer Schwingern zählende Meli blieb auch nach Beendigung seiner Schwingerkarriere dem Verein als Aktivmitglied erhalten.

### Handballsektion
Die Handballriege wurde am 18. Februar 1947 im Restaurant Platte in Veltheim gegründet und startete in der 3. Liga mit 19 Spielern. Ein Jahr konnte man bereits in der viertklassigen 2. Liga spielen. 1952 wurde erstmals eine zweite Mannschaft angemeldet, 1953 wurde erstmals eine Hallenhandballmannschaft gemeldet, die in der 2. Liga starten konnte und in der ersten Saison gleich Aufstieg. 1955 meldete der Verein auch in der Halle eine zweite Mannschaft und zugleich stieg die 1. Mannschaft in die 1. Liga auf. 1956 stieg der TVV im Hallenhandball in die Nationalliga B auf, während man sich in der Sommersaison auf dem Feld für eine Saison die 2. Liga verabschiedete jedoch den Wiederaufstieg danach schafft.
In der Halle konnte sich der Verein dann während fünf Saisons von 1956/57 bis 1960/61 in der zweithöchsten Liga halten, bis er ab 1961 wieder in der 1. Liga spielte. Dort hielt sich die 1. Mannschaft dann noch 6 Saisons und verabschiedete sich danach in die 2. Liga. In die dritthöchste Schweizer Liga kam man danach abgesehen von zwei kurzen Gastspielen den Saisons 1976/77 und 1981/82 nicht mehr, viel mehr wechselte der Verein regelmässig zwischen der 2. und 3. Liga.
Im Feldhandball konnte das Team die Spielklasse 1960 auch nicht mehr halten musste ab 1962 in der 2. Liga starten. Dort schaffte man dann in der Saison 1966 den Aufstieg in die 1. Liga, wo man 1967 als Gruppensieger an den Aufstiegsspielen teilnehmen konnte. Nachdem Veltheim dort gegen Rorschach mit 6:23 eine empfindliche Niederlage einstecken musste verzichtete man auf einen möglichen Aufstieg in die Nationalliga B am Grünen Tisch. Gleich in der darauffolgenden Saison konnte die Mannschaft die Spielklasse nicht mehr halten. Danach pendelte die 1. Feldmannschaft bis zu ihrer Auflösung zwischen der 1. und 2. Liga.
Von 1982 bis 1985 konnte die Sektion über 70 aktive Handballspieler verzeichnen, wobei 1984/85 mit je 3 gemeldeten Juniorenteams auf dem Feld und in der Halle den Höhepunkt bei der eigenen Juniorenförderung erreicht wurde. 1988 hat der TVV das letzte Mal auf dem Feld Mannschaften gemeldet, das Interesse im Verein am Feldhandball wurde zu gering. Am 5. Mai 1992 wurde der HC Rieter in die Handballsektion integriert, um damit eine grössere Spielerbasis zu schaffen. Im darauffolgenden Jahr konnte die Sektion mit 82 aktiven Spielern Vereinsrekord verzeichnen.
In den 2000er-Jahren hatte die Handballriege immer mehr mit Spielerschwund zu kämpfen. Handball war in Winterthur seit jeher beliebt und mit Pfadi Winterthur und Yellow Winterthur gibt es in der zwei Profivereine mit eigenen Juniorenabteilungen. Als man 2007 noch sieben Aktivspieler hatte, sah man sich gezwungen mit dem HC Athletic 57 eine Spielergemeinschaft zu bilden. Ende 2008 erfolgte schliesslich der Beschluss, dass die Spielergemeinschaft zu Yellow Winterthur übertritt und das auch die letzte Juniorenmannschaft von Veltheim zu Yellow wechselt, seither stellt der TV Veltheim keine Handballmannschaften mehr im laufenden Meisterschaftsbetrieb, auch wenn die Riege weiterhin besteht.